# 真崎駅 (茨城県)
真崎駅 (まさきえき) は、茨城県那珂郡村松村（現：那珂郡東海村）にかつて設置されていた、村松軌道の駅（廃駅）である。
村松軌道の廃止に伴い、1933年（昭和8年）2月15日に廃駅となった。

## 概要
村松虚空蔵尊に向かう乗合自動車に対抗するために設けられた中間駅。開業当時の当駅は棒線駅であったが、後に待避線が敷かれ、列車交換可能駅となった。これに併せてホームの増設が行われたが、開業からわずか7年で廃駅となった。

## 歴史
- 1926年（大正15年）4月24日：村松軌道の駅として開業。
- 1933年（昭和8年）2月15日：路線廃止に伴い、廃駅となる。

## 駅構造
相対式ホーム2線を有する地上駅。開業当初は単式ホーム1面1線を有する駅であった。

## 現況
跡地は住宅地となったが、駅に関する遺構は何も残っていない。

## その他
- 2等車運賃が15銭、3等車運賃が10銭となっている[1]。

## 隣の駅
村松軌道
村松軌道線
石神駅 - 真崎駅 - 阿漕駅

### 「まさき」と読む他の駅
- 松前駅 - 伊予鉄道郡中線の駅
- 真崎駅 (福岡県) - かつてJR九州上山田線（廃線）にあった駅（1988年廃止）
- 真幸駅 - JR九州肥薩線の駅